# Litsea pedunculata
Litsea pedunculata (Diels) Yen C. Yang & P.H. Huang – gatunek rośliny z rodziny wawrzynowatych (Lauraceae Juss.). Występuje naturalnie w południowych Chinach – w prowincjach Kuejczou, Hubei, Hunan, Syczuan, południowej części Jiangxi i południowo-wschodnim Junnanie oraz w regionie autonomicznym Kuangsi. 

## Morfologia
PokrójZimozielone drzewo dorastające do 6 m wysokości. Młode pędy są owłosione.
LiścieNaprzemianległe. Mają kształt od eliptycznego do podłużnie lancetowatego. Mierzą 3,5–7 cm długości oraz 1,5–3 cm szerokości. Są nagie. Nasada liścia jest klinowa. Blaszka liściowa jest o spiczastym wierzchołku. Ogonek liściowy jest owłosiony lub nagi i dorasta do 5–10 mm długości.
KwiatySą niepozorne, jednopłciowe, zebrane po 3–5 w baldachy, rozwijają się w kątach pędów. Okwiat jest zbudowany z 3–6 listków o owalnym kształcie. Kwiaty męskie mają 9–12 owłosionych pręcików.
OwoceMają podłużny kształt, osiągają 6–7 mm długości i 4 mm szerokości.

## Biologia i ekologia
Roślina dwupienna. Rośnie w lasach wilgotnych i mieszanych. Występuje na wysokości od 1300 do 2300 m n.p.m.